# Středoevropský letní čas
|  | UTC-1: Kapverdský čas                                                                                                 |
|  | UTC: Západoevropský čas • Greenwichský čas                                                                            |
|  | UTC+1: Středoevropský čas • Západoafrický čas                                                                         |

Tmavě červeně jsou vyznačeny země používající SELČ

|  | UTC+2: Východoevropský čas • Středoafrický čas • Středoevropský letní čas • Západoafrický letní čas • Jihoafrický čas |
|  | UTC+3: Východoevropský letní čas • Východoafrický čas                                                                 |
|  | UTC+4: Mauricijský čas • Sejšelský čas                                                                                |

Středoevropský letní čas (SELČ; anglicky Central European Summer Time, CEST) je označení pro časové pásmo středoevropský čas (SEČ) v období platnosti letního času. Je totožný s východoevropským časem. 
SELČ = UTC + 2 hod.
SELČ v Česku a mnoha dalších zemích Evropské unie platí od 1:00 UTC (2:00 SEČ, resp. 3:00 SELČ) poslední neděle v březnu do 1:00 UTC (3:00 SELČ, resp. 2:00 SEČ) poslední neděle v říjnu.

## Seznam zemí používajících SELČ
- Albánie
- Andorra
- Belgie
- Bosna a Hercegovina
- Černá Hora
- Česko
- Dánsko
- Francie
- Gibraltar
- Chorvatsko
- Itálie
- Lichtenštejnsko
- Lucembursko
- Maďarsko
- Malta
- Monako
- Německo
- Nizozemsko
- Norsko
- Polsko
- Rakousko
- San Marino
- Severní Makedonie
- Srbsko
- Slovensko
- Slovinsko
- Španělsko
- Švédsko
- Švýcarsko
- Tunisko
- Vatikán